# República de Serbia (1992-2006)
La República de Serbia (en serbocroata: Republika Srbija) fue una unidad federal, junto con Montenegro de la República Federal de Yugoslavia de 1992 a 2003 y la unión estatal de Serbia y Montenegro entre 2003 y 2006. Con la secesión de Montenegro de la unión con Serbia en 2006, ambos estados se convirtieron en soberanos por derecho propio.
La República Socialista de Serbia fue disuelta en 1990 después de que la Liga de los Comunistas de Yugoslavia se desmoronara. Una nueva constitución fue creada, en la que Serbia sería una república constituyentes de las instituciones democráticas dentro de Yugoslavia.
Con el colapso de la República Socialista Federal de Yugoslavia en 1992, las dos repúblicas de Serbia y Montenegro acordaron formar un nuevo estado yugoslavo, que oficialmente abandonó el comunismo en favor de formar una nueva Yugoslavia sobre la base de las instituciones democráticas (aunque la república mantuvo su escudo de armas). Esta nueva Yugoslavia era conocida como la República Federal de Yugoslavia (RFY). Serbia parecía ser la dominante en la república de la República Federal de Yugoslavia debido a las vastas diferencias de tamaño y población entre ambas repúblicas; internamente sin embargo, el gobierno federal había estado compuesto por montenegrinos, así como por serbios.

## División administrativa
Dentro de la República Federal de Serbia existían dos provincias autónomas: La Provincia Autónoma de Voivodina y la Provincia Autónoma de Kosovo y Metohija. La parte central de la República Socialista de Serbia, situado fuera de las dos provincias autónomas en general se conoce como "la propia Serbia" ( "Uža Srbija").

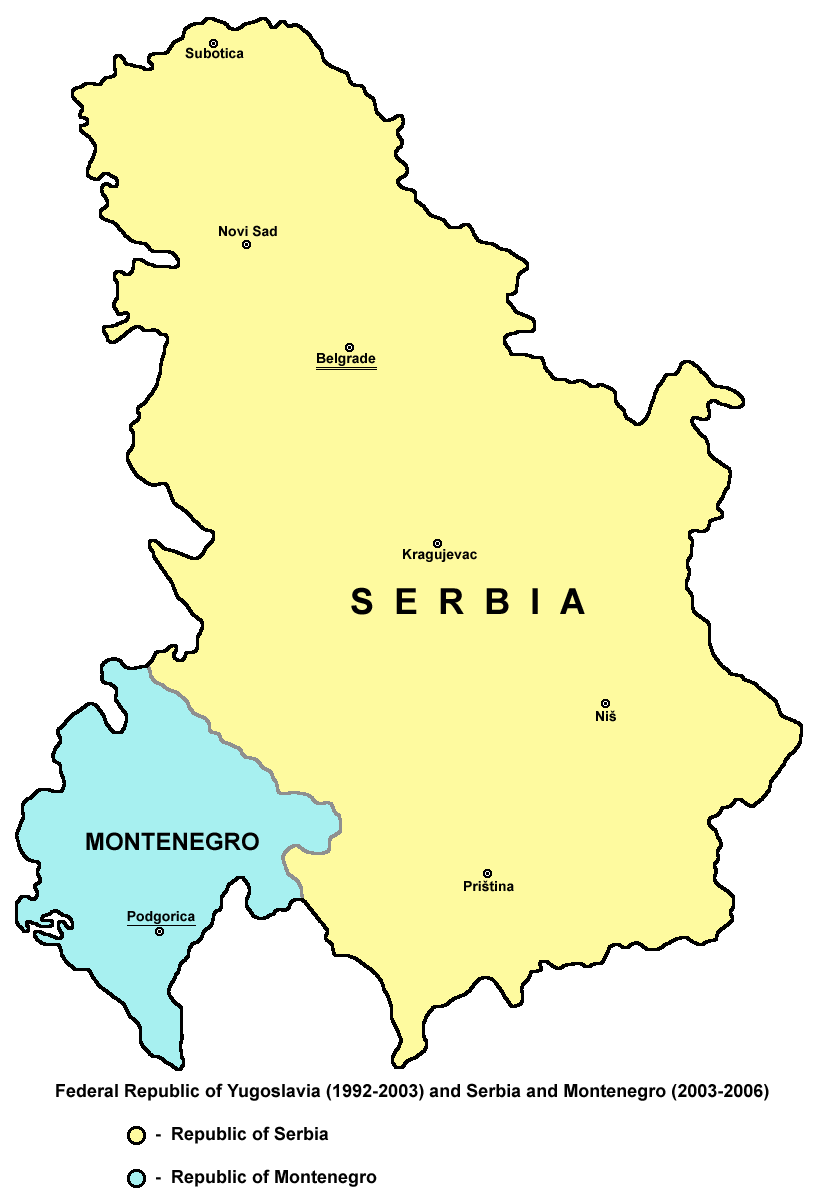
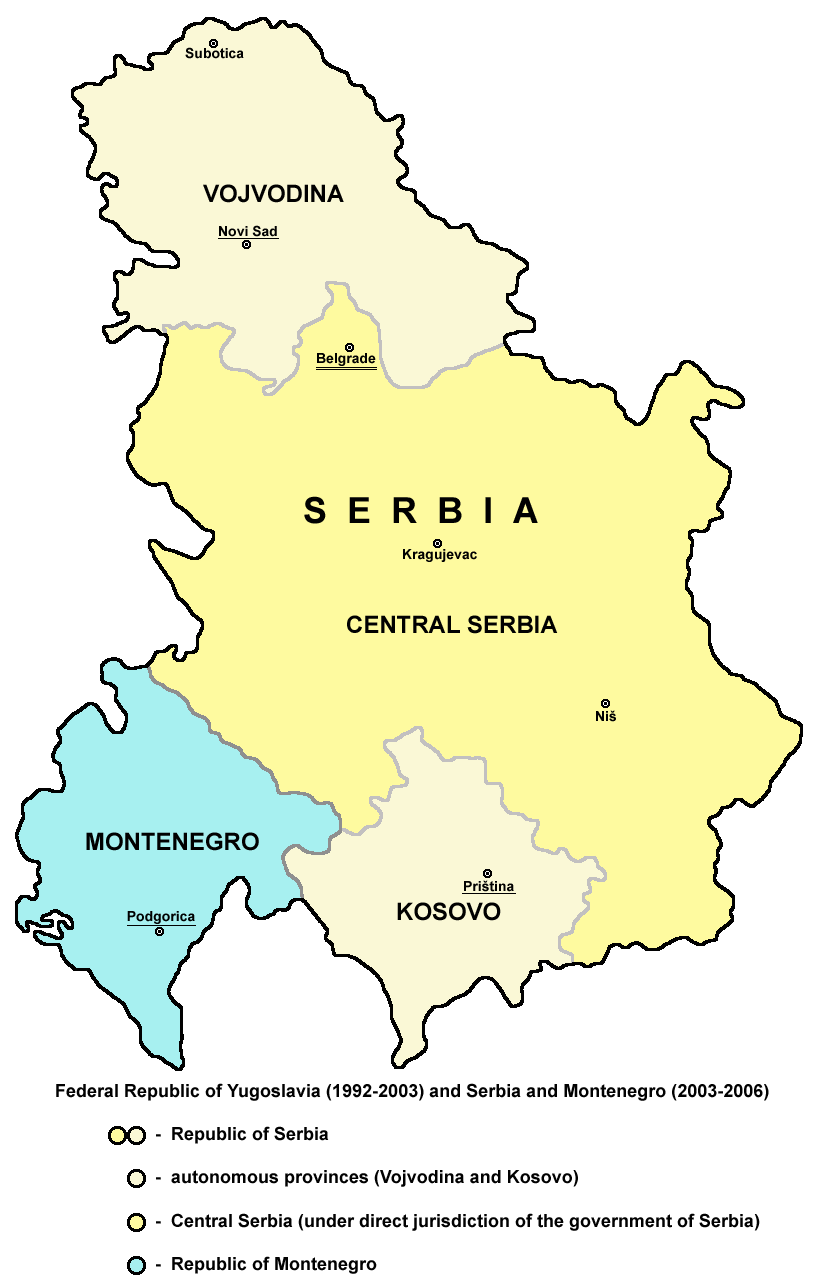